# Hammurabi III
Hammurabi III (fl. XVII secolo a.C.) è stato il decimo sovrano di Yamhad (Aleppo), succeduto a Yarim-Lim III..

## Identità
Hammurabi III è probabilmente figlio di Yarim-Lim III, ma vi sono due confusioni nei confronti della sua identità.

### Confusione con Hammurabi II
Si pensava che Hammurabi III fosse lo stesso Hammurabi menzionato nelle tavolette di Alalakh AlT 21,22, ma è noto che Yarim-Lim III era re Yamhad durante la distruzione di Alalakh e gli annali ittiti (datati dopo la distruzione di Alalakah) menzionano Hammurabi come figlio di Yarim-Lim III, pertanto l'Hammurabi nelle tavolette AlT 21,22 non può essere la stessa persona di Hammurabi figlio di Yarim-Lim III, il che portò alla distinzione tra i due monarchi. L'Hammurabi menzionato nella tavoletta AlT 21,22 è Hammurabi II, predecessore di Yarim-Lim III, mentre l'Hammurabi menzionato negli annali ittiti è Hammurabi III figlio di Yarim-Lim III.
Le tavolette di Alalakh (la miglior fonte per la vita dei re di Aleppo) finiscono con la distruzione della città ad opera di Ḫattušili I, il che portò alla scarsità delle successive informazioni su Aleppo.

### Confusione con Hammurabi figlio di Ammitakum
Hammurabi III è, come detto prima, menzionato negli Annali di Ḫattušili I. Altra confusione sulla sua identità è sorta dal fatto che il figlio ed erede di Ammitakum, re di Alalakh, si chiamasse anche lui Hammurabi. Ammitakum pose suo figlio ed erede in presenza di Yarim-Lim III, e i testi ittiti in connessione con le guerre di Aleppo menzionano Yarim-Lim III come re di Aleppo, ma anche Hammurabi di Aleppo, figlio di un re il cui nome è andato distrutto, il che portò Michael B. Rowton per ipotizzare due possibilità sull'identità di questo Hammurabi: la prima è che Hammurabi III fosse figlio di Ammitaqum, mentre la seconda è che Hammurabi III fosse figlia di Yarim-Lim III, Benno Landsberger ritiene che Hammurabi di Alalakh sia identico a Hammurabi III di Yamhad.

## Guerra con gli ittiti
Ḫattušili I condusse una serie di campagne distruttive contro Aleppo e i suoi vassalli già durante il regno di Yarim-Lim III, campagne che continuarono anche contro Hammurabi, e culminarono con l'attacco verso la capitale di Aleppo; Ḫattušili fu però respinto, rimase ferito gravemente, e morì per le sue ferite nel 1620 a.C. circa.
Prima della sua morte, Ḫattušili aveva proclamato il giovane nipote Muršili I come suo erede. The Hittite attacks stopped temporarily until Mursili reached manhood. L'attacco del nuovo re ittita fu caratterizzato da un bisogno personale di vendetta contro Hammurabi e Aleppo, e la sua volontà di vendicare il sangue del nonno come è scritto nei testi ittiti. L'assalto di Mursili fu decisivo: egli distrusse Aleppo e spostò il bottino e tutti i suoi prigionieri alla capitale di Ḫattuša, ponendo fine al regno di Yamhad come potenza del Vicino Oriente intorno al 1600 a.C. circa.

## Fato e successione
I testi ittiti menzionano che il re di Aleppo in persona Hammurabi III venne catturato, e fece espiazione a Mursili. Come Hammurabi fece la sua espiazione non è noto, così come è ignota la sua sorte finale. Ben presto, Aleppo fu ricostruita, dopo l'assassinio di Mursili, da Sarra-El, principe di Aleppo (probabilmente figlio di Yarim-Lim III) che riprese il trono. Tuttavia, Yamhad non sarebbe mai tornata al suo apice, né sarebbero i suoi re tornati ad essere Grandi Re.